# Dysmachus kuznetzovi
Dysmachus kuznetzovi is een vliegensoort uit de familie van de roofvliegen (Asilidae). De wetenschappelijke naam van de soort is voor het eerst geldig gepubliceerd in 1996 door Pavel Lehr.